# Richard-Strauss-Festival
Das Richard-Strauss-Festival (RSF) ist ein dem Komponisten Richard Strauss gewidmetes Musikfestival für Klassische Musik, das jährlich im Juni im oberbayerischen Garmisch-Partenkirchen stattfindet.

## Konzept

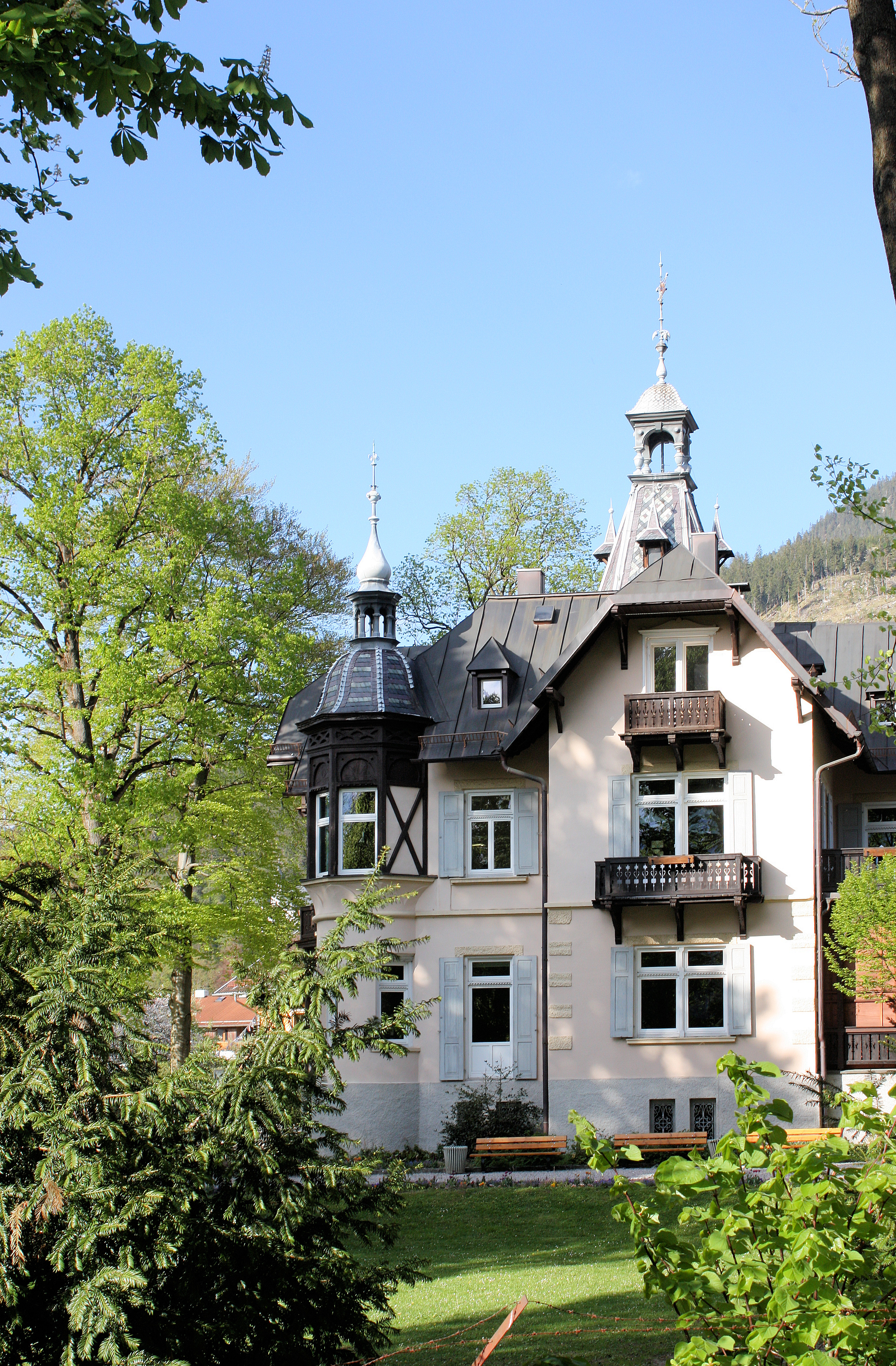
Richard-Strauss-Institut in Garmisch-Partenkirchen, Sitz des Richard-Strauss-Festivalbüros

Der Komponist Richard Strauss (1864–1949) bezog 1908 seine Villa in Garmisch, finanziert mit den Tantiemen seiner erfolgreichen Oper Salome. Die Mehrzahl seiner Kompositionen danach entstand in der repräsentativen Villa, in welcher er auch zahlreiche Gäste willkommen hieß. Das Richard-Strauss-Festival ist dem musikalischen Erbe von Richard Strauss verpflichtet und bietet dem regionalen und internationalen Festivalpublikum die Musik von Strauss im Ort seines Lebens.
Der besondere Reiz des Festivals liegt darin, die Werke von Richard Strauss in der Nähe ihrer Entstehung hören zu können. Der Leitspruch des Festivals lautet daher: „Top Music at Top Locations“. Schwerpunkte des Festivals sind einerseits die Tondichtungen und weitere Orchesterkompositionen, andererseits Kammermusik und Lieder. Häufig gespielte Werke sind Also sprach Zarathustra, die Alpensinfonie und die Vier letzten Lieder. Als Manko des Festivals wird angesehen, dass der kompositorische Schwerpunkt des Komponisten, die Oper, höchstens konzertant oder halbszenisch präsentiert werden konnte, da es Garmisch-Partenkirchen an einer Opernbühne oder einem operntauglichen Festspielhaus mangelt. Alljährlich gastieren renommierte Klangkörper und Solisten beim Festival, beispielsweise die Akademie für Alte Musik Berlin oder die Wiener Symphoniker. Die größeren Orchesterkonzerte finden zumeist in der Garmischer Alpspitzhalle oder, seit 2018, als Open-Air-Konzert im Innenhof der Benediktinerabtei Kloster Ettal statt.

## Geschichte
Im Gedenken an das 40. Todesjahr des Komponisten beschloss die Marktgemeinde Garmisch-Partenkirchen 1989, eine Strauss-Festwoche zu veranstalten. Für die Planung wurde August Everding, der damalige Generalintendant der Bayerischen Staatstheater, gewonnen. Mit Unterstützung eines neu gegründeten Vereins, dem Förderkreis Richard-Strauss-Festspiele Garmisch-Partenkirchen e. V., wurde die Idee von jährlich stattfindenden Richard-Strauss-Tagen geboren und umgesetzt.
Nach wechselnden Organisatoren war von 2009 bis 2017 die Sängerin und Regisseurin Brigitte Fassbaender künstlerische Leiterin des Richard-Strauss-Festivals. Die organisatorische Umsetzung erfolgt seit 2009 durch das Richard-Strauss-Institut. 2018 wurde der Dirigent Alexander Liebreich künstlerischer Leiter des Festivals. Er weitete das Konzept aus und erschloss zunehmend die Region um Garmisch-Partenkirchen für Konzerte. Prägend für das Festival wurden unter ihm Open-Air-Konzerte in Kloster Ettal und, seit 2019, ein Konzert in der Gipfelstation der Zugspitze. Die Pflege des Werkes von Richard Strauss trat dabei jedoch zu Gunsten anderer Komponisten zunehmend in den Hintergrund, nur etwa ein Viertel der Programmeinträge des Festivals 2019 bezogen sich noch auf Stücke von Strauss. Seit 2020 werden die Richard-Strauss-Tage von Dominik Šedivý, dem wissenschaftlichen Leiter des Richard-Strauss-Instituts, verantwortet.

## Dokumentation
- 2005 gestaltete Martina Mattick-Stiller einen 45-Minuten-Dokumentarfilm über das Festival.
- 2019 erschien über das Festival ein Bildband des Fotografen Helmut R. Schulze.[4]

## Spielstätten
- Innenhof von Kloster Ettal
- Alpspitzhalle im Olympia-Eissport-Zentrum
- Kongresshaus Garmisch-Partenkirchen (Olympiasaal)
- Aula des Werdenfels-Gymnasiums
- Schloss Elmau
- Sonnenalm am Wank
- Bergstation am Zugspitzgipfel

## Ehrenplakette des Festivals
Diese Auszeichnung wurde an folgende Sängerpersönlichkeiten verliehen, die im Lauf ihrer Karriere zahlreiche Werke von Richard Strauss interpretierten:
- 2015: Christa Ludwig[5]
- 2016: Edita Gruberová[6]
- 2017: Gundula Janowitz[7]